# Кайнеро, Кьяра
Кьяра Кайнеро (итал. Chiara Cainero; род. 28 марта 1978 года в Удине, Италия) — итальянский стрелок, олимпийская чемпионка 2008 года в ските, серебряный призёр Олимпийских игр 2016 года в ските. Серебряная (2006 год) и бронзовая (2007 год) призерка чемпионатов мира, чемпионка Европейских игр 2019 года, двукратная чемпионка Европы 2006 и 2007 годов.

## Государственные награды
- Командор ордена «За заслуги перед Итальянской Республикой» — 5 сентября 2008 года